# 쿠어스 브루잉 컴퍼니
쿠어스 브루잉 컴퍼니(영어: Coors Brewing Company)는 미국의 맥주 회사로, 세계에서 3번째로 규모가 큰 맥주회사이다.

## 같이 보기
- 쿠어스 라이트